# アーサー・リスター
アーサー・ヒュー・リスター（Arthur Hugh Lister、FRS、1830年4月17日 – 1908年7月19日）は、イギリスの変形菌研究者である。日本の南方熊楠が研究成果を送っていた学者である。

## 略歴
ウォリックシャーのUpton,の裕福なクエーカー教徒のワイン商の家に生まれた。父親のジョーゼフ・ジャクソン・リスター（Joseph Jackson Lister、1786年〜1869年)は家業の他に、顕微鏡製作に貢献し、王立協会の会員に選ばれた。兄に、外科医で消毒の普及に功績のあったジョーゼフ・リスターがいる。Hitchinの学校に進むが16歳で学校をやめ、ワイン商の道に進むが、40歳をすぎてからアマチュア生物学者として変形菌の研究を始め、1888年からは研究に専念した。娘のグリエルマ・リスターとエディンバラ大学やキューガーデンの標本を調査し、1894年に主著の『変形菌モノグラフ』（"A Monograph of the Mycetozoa"）を出版した。この著作の図版はグリエルマが描き、グリエルマは1904年にロンドン・リンネ協会が女性の会員を認めるようになった時、最初の会員となった1人である。リスターの著書には大英博物館の変形菌の目録、'Guide to the British Mycetozoa' (1895)もある。
1873年にロンドン・リンネ協会のフェローに選ばれ、1895年から1896年に副会長を務めた。1898年に王立協会のフェローに選ばれた。イギリス菌類学会の創立メンバーであり、1906年から1907年の間、会長を務めた。
1855年に結婚し、3男4女を儲けた。息子に動物学者のジョーゼフ・ジャクソン・リスター（Joseph Jackson Lister、1857-1927）がいる。